# Fabio Cavallucci
Fabio Cavallucci (Santa Sofia, 11 ottobre 1961) è uno storico dell'arte e curatore d'arte italiano.
Ha diretto numerose istituzioni d’arte in Italia e all’estero: è stato direttore-fondatore della Galleria Comunale d’Arte Contemporanea Vero Stoppioni di Santa Sofia (1990-1998); direttore artistico della Galleria Civica di Arte Contemporanea di Trento (2001-2008); direttore del Centro per l’Arte Contemporanea Castello Ujazdowski di Varsavia (2010-2014); ha diretto inoltre, riaprendolo dopo l’ampliamento, il Centro per l’Arte Contemporanea Luigi Pecci di Prato (2014-2017). È stato coordinatore di Manifesta7 nel 2008, direttore artistico della 14ª Biennale Internazionale di Scultura di Carrara, e chief curator della Bi-City Biennale of Architecture and Urbanism di Hong Kong e Shenzhen, svoltasi a Shenzhen (2019-2020).

## Biografia

### Infanzia e studi
Nato a Santa Sofia di Romagna, fin da piccolo entra in contatto con l’arte contemporanea grazie al Premio Campigna, un concorso di pittura che dagli anni cinquanta si svolgeva annualmente nel paesino.
Negli anni ottanta frequenta contemporaneamente l’Accademia di Belle Arti e l’Università di Bologna, diplomandosi in Pittura nel 1986 e in Lettere Moderne. Conseguirà poi la specializzazione in Storia dell’arte contemporanea nel 1995.

### I primi anni a Santa Sofia
Collabora per la realizzazione del Premio Campigna  il quale nel tempo va a formare una collezione di opere che la comunità locale decide di esporre in una galleria pubblica. Nel 1990, Cavallucci è chiamato a gestirla (con saltuarie interruzioni) fino al 1998. Intanto nel 1992, su proposta di Renato Barilli, a Santa Sofia si avvia il progetto del Parco di Sculture fluviale. Negli anni, per la cura di Renato Barilli, Fabio Cavallucci e Claudio Spadoni, si realizzano le sculture di Mauro Staccioli (1993), Eliseo Mattiacci e Francesco Somaini (1994), Anne e Patrick Poirier (1995), Luigi Mainolfi (1996), Nicola Carrino (1997), Hidetoshi Nagasawa (2002).
Dal 1996 comincia a tenere seminari all’Università di Bologna, principalmente su tematiche di arte contemporanea e arte ambientale.

### L’arte fuori dai musei:Tuscia Electae altre iniziative
Sentendo la necessità di sviluppare in autonomia le proprie attività, accoglie la proposta di Sergio Bettini di realizzare un’iniziativa in Toscana, Tuscia Electa Archiviato il 29 settembre 2020 in Internet Archive. (1996), che curerà per tre edizioni, con installazioni site specific di artisti internazionali nelle cittadine del Chianti. Nello stesso anno, nasceva un altro celebre evento ricorrente, Arte all’Arte realizzato per un decennio dalla Galleria Continua nel territorio più a sud, tra Siena, San Gimignano e Volterra manifestando, entrambi, un comune interesse nella relazione tra arte e paesaggio. 
L’interesse di Cavallucci, negli anni novanta, va nella direzione dell’arte cosiddetta "ambientale", una visione dell’arte come fatto pubblico che mira al coinvolgimento di un’ampia audience, in opposizione a quanto spesso accade nel mondo dell’arte contemporanea, di solito considerata un prodotto di nicchia. Questa dimensione pubblica, in qualche modo partecipata, resta alla base di tutta l’attività svolta da Cavallucci nel corso degli anni.
Ma è anche la performance a segnare gli interessi di Cavallucci già in quegli anni. Mentre tende ad espandere Tuscia Electa Archiviato il 29 settembre 2020 in Internet Archive. (che cura fino al 2000), a Santa Sofia crea eventi "popolari", denominati Festa dell’Arte, che coinvolgono l’intera cittadina. Memorabile, anche se rimasta praticamente senza documentazione, quella del 1998, che vede la partecipazione di artisti ormai storici come Mario Merz o Getulio Alviani, insieme alle generazioni “relazionali”, con interventi di Cesare Pietroiusti o Sislej Xhafa.
In parallelo, negli stessi anni, realizza numerose iniziative che tendono a coniugare le varie arti in un’atmosfera rilassata creando eventi per un largo pubblico. Oltre che nella Galleria Stoppioni, realizza queste sperimentazioni con l’Associazione Sinestesia, che fonda nel 1998 e di cui resta curatore fino al 2001. È il tempo in cui, grazie alla collaborazione con i più giovani amici laureati al Dipartimento di Arti Visive dell’Università di Bologna, passano da Santa Sofia e affollano le sue iniziative decine di giovani artisti, che spesso realizzano qui le loro prime prove pubbliche. Manifestazione dell’interesse di far uscire l’arte dai luoghi deputati, di farla essere il più possibile a contatto con la gente è anche il progetto refreshing_, curato insieme a Pier Luigi Tazzi come iniziativa collaterale della Biennale di Venezia del 2001, dove alcuni artisti sono invitati nell’Arsenale di Venezia a realizzare degli spazi di ricreazione: un bar (Massimo Bartolini), un ristorante (Olafur Eliasson, Tobias Rehberger e Rirkrit Tiravanija) e un carretto ambulante per la distribuzione di acqua (Cai Guo-Qiang). Questa idea, alcuni anni più tardi, sarà ripresa nell’edizione della Biennale curata da Daniel Birnbaum (2009), per la realizzazione di alcuni spazi permanenti, addirittura invitando alcuni degli stessi artisti.

### La Galleria Civica di Arte Contemporanea di Trento
Giunto a dirigere la Galleria civica di Trento nel 2001, vi rimarrà fino al 2008. Questa fase rappresenta quella più compiuta sotto l’aspetto della direzione museale, quella in cui Cavallucci definisce le strategie e le linee di pensiero della sua azione. Instaura una modalità collaborativa con il territorio. Dopo l’arte relazionale, l’intento è quello di realizzare la prima istituzione “relazionale”, tesa a far dialogare le arti tra loro e soprattutto a creare un rapporto interattivo con il pubblico. Il Palais de Tokyo di Parigi, che assumerà un ruolo simile con l’apertura verso la musica e la performance, aprirà soltanto un anno dopo. “Una città, una rivista, un sito” è il motto che Cavallucci lancia ad indicare un’idea di arte che esca dallo spazio espositivo e si espanda in altri luoghi della città, sviluppi un dibattito su una rivista, continui e si renda disponibile anche sul web. Fonda infatti la rivista “Work. Art in Progress”, house organ della galleria, tenendo vivo un dibattito che si riflette anche sul sito internet estremamente elaborato e ricco (workartonline.net), purtroppo chiuso dopo il termine del mandato di Cavallucci.
Nel corso di oltre sette anni realizza diverse mostre collettive. Tra le principali Parole, Parole, Parole (2002), curata insieme ad Alessandra Borgogelli; Kids Are Us (2003), curata da Maurizio Sciaccaluga, sull’infantilismo come comportamento diffuso; Dimensione follia (2004), curata da Roberto Pinto, sull’aumento di comportamenti un tempo considerati folli nella società contemporanea; Interessi Zero (2005), curata da Marco Senaldi e Pier Luigi Sacco, che anticipava il sentore di una crisi economica incombente; Il potere delle donne (2006), curata da Luca Beatrice, Caroline Bourgeois e Francesca Pasini, sulle diverse visioni della figura femminile nella società contemporanea. Ma numerose sono anche le mostre personali di artisti come Cai Guo-Qiang, Katarzyna Kozyra, Santiago Sierra, Jhon Jonas, Gillian Wearing e molti altri.
Nel 2003, Cavallucci propone a Rirkrit Tiravanija l’intenzione drastica di trasformare lo spazio dell’istituzione in un pub, dedicato a incontri con brevi interventi sui grandi cambiamenti contemporanei e musica elettronica. Il successo dell’iniziativa è enorme, al punto che la galleria diviene luogo di incontro per numerosi giovani e meno giovani interessati alla cultura. Non mancano poi progetti speciali tra cui la laurea ad honorem a Maurizio Cattelan.
Anche gli artisti locali trovano spazio, vengono sostenuti e resi parte integrante dell’attività.
Continuando a perseguire il suo interesse per la performance, nel 2005, Cavallucci aveva fondato il Premio Internazionale della Performance, che realizza per quattro anni dal 2005 al 2008, con giurie di livello internazionale a cui hanno preso parte, tra gli altri, Marina Abramović, Valie Export, Jimmie Duhran, Virgilio Sieni e Rodrigo Garcia. La performance rappresenta, nella sua visione, l’ambito più interessante di ricerca, in quanto tende a mescolare le arti e, grazie alla stretta relazione con il pubblico, tende ad avvicinare l’arte alla società.
Nel complesso la Galleria Civica, sotto la direzione di Cavallucci, acquisisce una larga notorietà nazionale e internazionale. 

### Le Biennali: Manifesta e Carrara
Nel 2004, insieme ad Andreas Hapkemayer, allora direttore di Museion di Bolzano, Cavallucci avvia la procedura per ottenere che Manifesta 7 sia in Trentino. Cavallucci e Hapkemayer, vengono incaricati come coordinatori per le rispettive province, e inclusi nel Board di Manifesta International Foundation, dove Cavallucci resterà fino al 2011. Quella edizione di Manifesta segna la rinascita della manifestazione e viene apprezzata come una delle migliori di quel decennio.
Nel 2008 viene chiamato a curare la XIV edizione della Biennale Internazionale di Scultura di Carrara con 36 artisti internazionali del calibro di Maurizio Cattelan e Gustav Metzger e Antony Gormley. 
La Biennale, che egli realizza in appena otto mesi rappresenta un passo importante nella sua visione curatoriale. Raccoglie una larghissima attenzione da parte della stampa italiana e internazionale, con articoli anche sul Le Figaro, El País e sul New York Times. 

### Il Centro per l’Arte Contemporanea del Castello Ujazdowski di Varsavia
Sempre attraverso pubblico concorso, nel 2010 Cavallucci viene scelto per dirigere il Centro per l’Arte Contemporanea di Varsavia, che prende il nome di Castello Ujazdowski che lo ospita. Il contatto di Cavallucci con l’arte polacca era cominciato nei primi anni 2000, quando era stato invitato insieme ad altri curatori italiani a compiere una visita in Polonia, tra studi d’artista e istituzioni. Affascinato dall’arte contemporanea polacca, inizia ad invitare artisti di quella nazione nelle sue iniziative. Tra questi, Katarzyna Kozyra, la quale, agli inizi degli anni Novanta, diede vita ad “! arte critica polacca”, e che poi divenne la sua compagna e rappresenterà il tramite per stabilire una continuità di rapporti con quella koinè culturale.
L’istituzione che Cavallucci va a dirigere nel 2010 è una delle maggiori per l’arte contemporanea in Polonia.
Se non si può dire che nell’arco di quattro anni di direzione l’istituzione ne esca profondamente rinnovata, tuttavia il bilancio del Centro cresce notevolmente sia in termini economici che in termini di visitatori. E anche la tipologia di programmazione comincia gradualmente ad assumere una fisionomia unitaria. Alcune iniziative meritano di essere menzionate. Innanzitutto un progetto a lungo termine, il Laboratorio del futuro che tenta di utilizzare l’arte per comprendere i cambiamenti del mondo. A partire dal 2019 il Laboratorio del futuro verrà ricostituito in collaborazione con alcuni amici, diventando un progetto indipendente con base in Italia 
.
Un altro evento ricorrente degno di rilievo è Zielony Jazdów, un format di eventi legati all’ecologia. Il progetto prevedeva la realizzazione nel parco di padiglioni temporanei attorno ai quali si raccoglieva una vasta serie di workshop. “Gazeta Wyborcza” lo indica per due volte come il primo evento da visitare a Varsavia durante l’estate. È parte di quella ricerca che Cavallucci ha sempre inteso svolgere nel tentativo di connettere l’arte alla leasure. Importante anche il riconoscimento della necessità, per un’istituzione artistica, di affrontare il tema fondamentale dell’ecologia e dei cambiamenti climatici, idea della vicedirettrice Joanna Szwajcowska che Cavallucci prontamente accetta e promuove, in tempi, bisogna dirlo, in cui artisti dediti a questo tema erano in verità ancora molto rari, e perlopiù poco riconosciuti dal sistema.
Tra le mostre volute da Cavallucci durante la sua direzione del Centro, si succedono alcuni dei maggiori artisti polacchi e internazionali, come Maurizio Cattelan, con la retrospettiva Amen realizzata nel 2012. In quell'occasione Cattelan colloca Him, il piccolo Hitler in preghiera, nel ghetto di Varsavia, scatenando i media internazionali. La complessità di gestire una grande istituzione in un paese straniero gli suggerisce, appena se ne presenta l’occasione, di tornare in Italia, il che avviene nel 2014 quando viene nominato alla guida del Centro per l'arte contemporanea Luigi Pecci. 

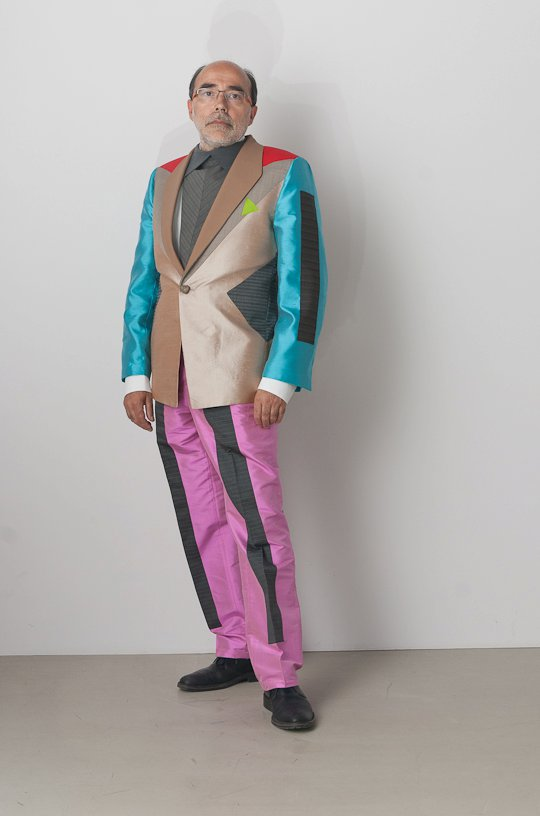
Fabio Cavallucci, Centro per l'Arte Contemporanea Luigi Pecci, Prato, Italia

### Centro di arte contemporanea Luigi Pecci
Il modello di istituzione artistica che Cavallucci ha in mente va evidentemente verso l’idea di un luogo in cui le varie arti si incontrano, ricco di performance e conferenze. Inoltre, vuole puntare a ricostituire un rapporto stretto con il pubblico, toccando temi di largo interesse, e prestando una forte attenzione al territorio. È così che giungendo a dirigere il Centro Pecci nel maggio del 2014 deve cercare di dargli vita anche nel momento in cui è chiuso, allo stesso tempo stimolando l’interesse per la riapertura. Chiamando a collaborare Ilaria Bonacossa, Anna Daneri, Cesare Pietroiusti e Pier Luigi Sacco, nel settembre del 2015 Cavallucci lancia il Forum dell’arte contemporanea italiana. Tra le proposte, quella della costituzione di un organismo che possa sostenere gli artisti italiani all’estero, che poco più di un anno dopo prenderà corpo presso il Ministero della Cultura con il nome di Italian Council.  La mostra di apertura, intitolata La fine del mondo, raccoglie un grande successo. Non suggeriva l’idea di una fine catastrofica, bensì un’immagine del nostro presente visto da anni luce di distanza. Vi erano esposte le opere di oltre sessanta artisti,  alcune delle quali molto spettacolari come il percorso di Henrique Oliveira, che riportava indietro lungo la storia dell’evoluzione costruttiva dell’umanità, o i 99 lupi a grandezza naturale di Cai Guo-Qiang che sembrano spiccare il volo e sbattere contro un muro di vetro. Nell’arco del periodo di apertura sono oltre 65.000 le persone che si avvicendano negli spazi del Centro Pecci, dove la mostra è costantemente arricchita da conferenze, concerti, performance, proiezioni di film sempre sul tema. 

### Attività recenti
Nel 2019 cura (insieme a Carlo Ratti e Meng Jianmin) l’ottava edizione della Bi-City Biennale of Architecture and Urbanism di Shenzhen e Hong Kong (sede di Shenzhen), sul tema della città del futuro, con un progetto, Ascending City, che fa dialogare architettura e urbanistica con arte e fantascienza, a cui collaborano anche l’italiana residente in Cina Manuela Lietti e scrittori cinesi di science fiction come Wu Yan, Chen Qiufan e il celeberrimo Liu Cixin.